# Дюлгеров
Дюлгеров е родово име произхождащо от турската дума dülger със значение, на строител. Вероятно по занаята, който упражнявал основателя на рода.

## Личности с такова родово име
- Борис Дюлгеров (1931 –  2019) – български актьор
- Георги Дюлгеров (1943) – български режисьор
- Георги Дюлгеров (певец) (1980) – български певец
- Димитър Дюлгеров (1890 – 1966) – български богослов
- Иван Дюлгеров (1886 – 1951) – български актьор
- Милко Дюлгеров (1952) – български доктор по лицево-челюстна и неврохирургия
- Никола Дюлгеров (1935 – 2008) – български професор по пиано
- Никола Дюлгеров (около 1864 – 1929), български революционер, деец на ВМОРО и ВМОК
- Николай Дюлгеров (1901 – 1982) – български художник
- Николай Дюлгеров (1944 – 2013) – български общественик, съосновател на „Анонимни алкохолици“ – България.
- Николай Дюлгеров (р. 1989) – български футболист
- Панайот Дюлгеров (? – 1906) – български актьор
- Петър Дюлгеров (1929 – 2003) – български политик
- Ранко Дюлгеров (1924 – 1995) – български оперен певец